# Ostearius
Ostearius là một chi nhện trong họ Linyphiidae.

## Hình ảnh

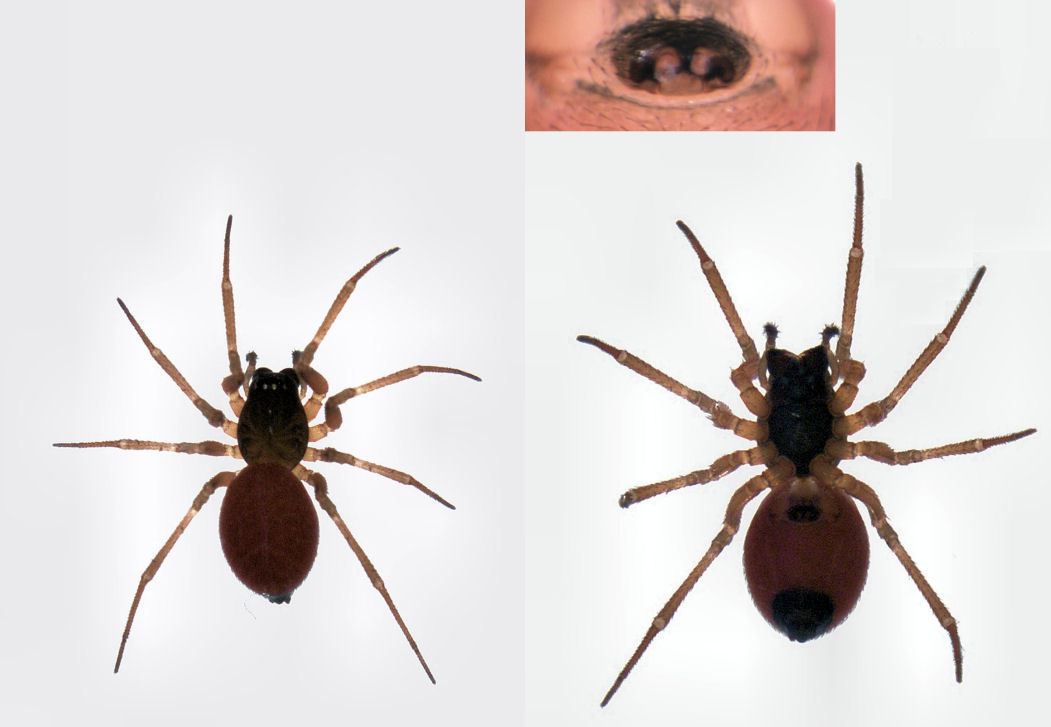